# Glyptaesopus
Glyptaesopus là một chi ốc biển, là động vật thân mềm chân bụng sống ở biển trong họ Borsoniidae.

## Các loài
Các loài thuộc chi Glyptaesopus bao gồm:
- Glyptaesopus phylira (Dall, 1919)[2]
- Glyptaesopus proctorae (M. Smith, 1936)[3]
- Glyptaesopus xenicus (Pilsbry & Lowe, 1932)[4]